# Jill Gascoine
Jill Viola Gascoine (ur. 11 kwietnia 1937 w Londynie, zm. 28 kwietnia 2020 w Los Angeles) – brytyjska aktorka filmowa i telewizyjna, a także pisarka.

## Życiorys

### Wczesne lata
Urodziła się w Lambeth, dzielnicy południowej części Londynu, jak córka Irene (z domu Greenwood) i Francisa Gascoine. Po ukończeniu szkoły z internatem, w latach 60. podjęła współpracę z Kenem Loachem w teatrze w Leicester. Następnie grała w Dundee Repertory Theatre i Downfield Musical Society w Dundee, gdzie poznała swojego pierwszego męża, hotelarza Billa Keitha. Jednak małżeństwo zakończyło się rozwodem. Zarabiała 28 funtów tygodniowo w Dundee i mieszkała ze swoimi dwoma synami w małym mieszkaniu, w którym jej starszy syn, Sean, musiał spać w łóżku swojej matki, podczas gdy jej młodszy syn, Adam, spał w szufladzie.

### Kariera
W latach 70. stała się rozpoznawalna z gościnnych ról telewizyjnych w serialach BBC One – Dr. Finlay's Casebook (1970), Z-Cars (1973), Dixon of Dock Green (1974), Softly, Softly: Taskforce (1975) czy The Onedin Line (1971–1980) jako Letty Gaunt, druga żona Jamesa Onedina. W telewizyjnej adaptacji powieści J.M. Barriego Piotruś Pan (Peter Pan, 1976), zrealizowanej przez Hallmark Channel i NBC, z Mią Farrow w roli tytułowej, zagrała postać Wendy. Wystąpiła ponadto w komedii erotycznej Wyznania artysty (Confessions of a Pop Performer, 1975) jako Pani Barnwell, filmie przygodowym Król wiatru (King of the Wind, 1990) jako Pani Williams u boku Richarda Harrisa (w roli króla Jerzego) i Glendy Jackson (jako królowej Karoliny), dramacie Paula Haggisa Zakazany rytm (Red Hot, 1993) jako kelnerka z Donaldem Sutherlandem, komedii sportowej Davida Zuckera Bejsbolo – kosz (BASEketball, 1998) jako pielęgniarka u boku Treya Parkera, dramacie telewizyjnym CBS Patron kłamców (The Patron Saint of Liars, 1998) jako Matka Corrina z Ellen Burstyn oraz dreszcowcu After Midnight (1997) jako Phyllis z udziałem Iana Ogilvy. Jednak największą popularność przyniosła jej kreacja detektyw Maggie Fourbes serialu ITV Delikatny dotyk (The Gentle Touch, 1980-1984) i spin-off C.A.T.S. Eyes (1985–1987).
Napisała trzy powieści. W 2001 za nagranie albumu The Complete Shakespeare Sonnets zdobyła wraz z całą obsadą (Gerry Bamman, Robert Bella, Claire Bloom, Lindsay Crouse, Ossie Davis, Ruby Dee, Brian Dennehy, Denise Dumont, Amy Irving, Anne Jackson, Jordan Lage, Brian Stokes Mitchell, Alfred Molina, Al Pacino, Natasha Richardson, Patrick Stewart, Allyson Tucker, Kathleen Turner, Eli Wallach i Fritz Weaver) nominację do nagrody Grammy w kategorii najlepszy album mówiony.

## Życie prywatne
W 1982, podczas prób do londyńskiego musicalu Destry Rides Again (Destry znowu w siodle) w Donmar Warehouse w Covent Garden poznała aktora, Alfreda Molinę, za którego wyszła za mąż w marcu 1986 w London Borough of Tower Hamlets.
W 2013, podczas gali w Beverly Hills w celu zebrania pieniędzy dla osób dotkniętych chorobą Alzheimera, Jill Gascoine ogłosiła, że zdiagnozowano u niej tę chorobę. Zmarła 28 kwietnia 2020 w Los Angeles w Kalifornii.

## Wybrana filmografia
- 1974: Szpital miejski jako Michelle Hawkins
- 1994: Przystanek Alaska jako Lady Ann
- 1999: Dotyk anioła jako Pani Piper